# X-Men: El videojuego oficial
X-Men: el videojuego oficial es un videojuego de Activision apegado a la película de 2006 X-Men: The Last Stand. El juego abarca los acontecimientos de las películas X-Men 2 y X-Men: The Last Stand, especialmente siguiendo los personajes de Lobezno, Hombre de Hielo, y Rondador Nocturno. También cierra la brecha entre las dos películas, explicando por qué Rondador Nocturno no está presente en La decisión final, y también introduce nuevos enemigos al canon de películas X-Men, como Hydra. El juego fue lanzado en la PlayStation 2, Xbox, Xbox 360, desarrollado por Z-Axis; Nintendo GameCube, portado por Hypnos; Microsoft Windows, portado por Beenox; Game Boy Advance, desarrollado por WayForward Technologies; y Nintendo DS, desarrollado por Amaze Entertainment.
X-Men: el videojuego oficial utiliza a varios actores de voz de la franquicia de películas X-Men. De las películas, los que regresan son Hugh Jackman, Alan Cumming, Shawn Ashmore, Patrick Stewart, Tyler Mane, y Eric Dane. Además, Stephen Stanton, aunque acreditado como una "voz adicional" parecida a la de Hugh Jackman por gran parte del juego.[cita requerida]

## Escritores
Zak Penn y Chris Claremont coescribieron la historia para el juego. Penn es el coautor de X-Men: The Last Stand, y Claremont fue un escritor veterano de los libros de cómics de X-Men, estableciendo los personajes por mucho del "nuevo" equipo de X-Men, que mostraba entonces a los nuevos miembros Tormenta, Rondador Nocturno, Coloso, Banshee, y Lobezno. Claremont es conocido por la Saga de la Fénix Oscura.
Juntos, los dos han creado una historia que encaja entre la continuidad de X-Men 2 y X-Men: The Last Stand.

## Argumento
El Profesor X pide a la Patrulla X que regrese al Lago Alkali para recuperar las piezas irremplazables de Cerebro. A Nightcrawler se le pide que se infiltre en los restos de la base de William Stryker con su habilidad de teleportación, ya que los sistemas de armas estaban funcionando de algún modo. Una vez dentro, descubre que Stryker tenía un plan de respaldo para destruir a los mutantes: robots caza-mutantes llamados Centinelas. Trabajando juntos, Storm y Wolverine encuentran un módulo de A.I. para un Centinela cuando los agentes de Hydra llegan para llevar a los Centinelas restantes a su propia base. Se revela que Hydra había diseñado los robots para Stryker. Dentro de la base, Wolverine descubre que Hydra había empleado a una de sus antiguos adversarios Lady Deathstrike (que fue capaz de sobrevivir a una muerte aparente en X2 después de ser rellenada de adamantium).
Nightcrawler y Coloso destruyen los generadores del Lago Alkali. Nightcrawler es entonces plagado de visiones de un joven y enojado Jason Stryker que sigue recordando a Nightcrawler que lo dejó morir. Se revela que Jason Stryker está vivo y sano y quiere continuar el sueño de su padre de ver a todos los mutantes destruidos. Jason se escapa con los agentes de Hydra y el Molde Maestro. Storm y Wolverine entonces luchan con Lady Deathstrike hasta que esta última finalmente escapa de la instalación con los restos de Hydra, así como los Centinelas restantes y el Molde Maestro. Wolverine le dice a Tormenta que va a seguir a Hydra. Él promete regresar mientras se sube al helicóptero de Dama Mortal con destino a Tokio. Iceman, Storm, Coloso, y Nightcrawler regresan al Instituto.
A Iceman le dicen que luche con Pyro, que amenaza con destruir un reactor nuclear. Después de una batalla, Pyro escapa y Iceman se encuentra con el resto del equipo después de que Xavier elogia sus habilidades en la batalla. Nightcrawler y Storm se enfrentan contra un hombre que es muchos: Jamie Madrox. Nightcrawler derrota a Jamie Madrox que es enviado a una prisión de criminales mutantes de alto poder (esta historia es recogida un poco en X-Men: The Last Stand, cuando Magneto y su nueva Hermandad liberan al Jamie Madrox del convoy de la prisión).
Jason activa al Molde Maestro en Tokio, causando que los Centinelas sean activados. Comienzan a cazar mutantes, capturándolos, y Iceman se dispone a evitar que esto suceda, y destruye muchos de los Centinelas.
Wolverine se infiltra en la base principal de Hydra y atraviesa muchas de sus fuerzas. A medida que el Samurai de Plata consulta a Lady Deathstrike sobre sus sensaciones de deshonor, Logan interrumpe su discusión. Yuriko anuncia que se encargará de Logan, y Samurai de Plata sale del Dojo. Estalla una batalla, terminando con Logan cortando una cuerda suspendiendo una tarima grande; se rompe la enorme estructura a través del piso, llevándose a Yukiro con él. Wolverine luego persigue al Samurai de Plata al techo de la instalación. Samurai de Plata revela que es un mutante, y si Logan es capaz de derrotarlo con honor en combate le dirá cómo derrotar a los Centinelas a través del Molde Maestro. Venciendo a Samurai en combate, Logan obtiene la información, y le dice al equipo cómo derrotar a Molde Maestro.
Xavier telepáticamente contacta con Magneto, y le pide ayuda para enfrentar a las fuerzas de Centinelas. Magneto accede a una alianza final, diciendo que la próxima vez, serán enemigos de nuevo. La Patrulla X es atacada por los nuevos y enormes Centinelas que dejan a Iceman para derrotar a los robots. Iceman acaba con estos Centinelas mientras Molde Maestro acecha en la distancia. Magneto llega y utiliza sus poderes de magnetismo para aplastar a los muchos Centinelas que atacan a los mutantes. La alianza temporal termina cuando Magneto envía a Dientes de Sable tras un nuevo recluta para su Hermandad: Jason Stryker.
Llegando al interior de Molde Maestro, Nightcrawler debe desactivar su centro de control mientras es ayudado por una aparición amable de Jason Stryker, que ayuda a señalar el camino a través del laberinto del cuerpo de Molde. Cuando llega al centro de mando del Molde Maestro, encuentra a Jason, que odia al joven "fantasma" Jason, una manifestación de su psique dividida. Wolverine llega al Molde Maestro, y Jason usa sus poderes para hacer que luche consigo mismo en una batalla mental en el laboratorio de Arma X, para luchar contra sus propios demonios. Logan gana contra una horda de él mismo, y se dirige a la cabeza del Molde Maestro. Jason trata de deshacerse de Nightcrawler al entrar en su mente y tratar de convencer a Kurt de que no es un mutante, sino un verdadero demonio. Nightcrawler desactiva la red neuronal del Molde Maestro, cambiada por Jason para que parezca un reino demoníaco. Mientras tanto, Iceman destruye el núcleo del Molde Maestro.
Dientes de Sable se abre paso hacia la ubicación de Wolverine y Nightcrawler, noqueando a Nightcrawler y llevándose a Jason, cuando Logan llega y ataca a su enemigo. Los dos tienen una feroz batalla, terminando con él lanzando a Dientes de Sable desde una gran altura para ser empalado a continuación. Jason muere en la batalla, la parte buena de su psique gana, y le dice a Nightcrawler que está bien que él le deje esta vez.
Con los Centinelas, Molde Maestro y Jason al margen, la Patrulla X se va a casa. Nightcrawler le dice a Xavier que no quiere ser de la Patrulla, porque sus vidas son demasiado violentas y él es un hombre pacífico. Xavier le dice que siempre es bienvenido en la mansión, y Kurt se va (lo que explica su ausencia en X-Men: The Last Stand).

## Jugabilidad
Los jugadores controlan las acciones de varios personajes relacionados con los personajes de X-Men, sobre todo Wolverine, Rondador Nocturno, y Hombre de Hielo, mientras descubren un complot para erradicar a los mutantes. A veces, otro personaje ayudará a combatir al personaje del jugador.

### Consolas
- Los niveles de Wolverine incluyen combatir hordas de soldados armados. Él puede retraer sus garras, pero cada vez que se presiona un botón, éstas se extraen. Wolverine cura heridas menores, lo que se refleja en amarillo en su medidor de vida, pero cuando su daños de heridas menores se vacía, todas las heridas se consideran mayores, quitándose la barra de vida real. Logab no puede apuntar el bloqueo como sus aliados, sólo puede bloquear, lo que puede repeler los ataques débiles hasta que se acumula, después de haber atacado por un tiempo, acumula una barra de furia, que cuando se activa aumenta su ritmo de curación, y su fuerza. También cambia las apariciones de los ataques.

- Los niveles de Rondador Nocturno incluyen principalmente misiones de sigilo, correr a lo largo de tuberías en el techo, y teletransportarse. Rondador Nocturno puede teletransportarse a cualquier área dentro de su campo visual. Al igual que Wolverine, Rondador Nocturno se cura pulsando un botón, sólo Rondador Nocturno constantemente recibe daño en su medidor de vida, y cuando se cura, se llama "Fusión de Sombras" o "Aura de Sombras", un guiño a los cómics (Rondador Nocturno se vuelve invisible en la sombra). Rondador Nocturno puede teletransportarse detrás y atacar con combo a varios enemigos durante una pelea.

- Los niveles de Hombre de Hielo toman lugar a altas velocidades mientras que monta permanentemente en su rampa de hielo característica. Hombre de Hielo crea un camino helado delante de él, volando por el aire mientras que dispara su rayo de hielo y proyectiles de hielo. Los ataques de Hombre de Hielo son un Rayo de Hielo, que enfría incendios y daña enemigos; Escudo de Hielo, que cancelará cualquier daño que reciba mientras está "en lo alto", y Granizada, que es su principal ataque, lanzando varias bolas de hielo a los blancos. Hombre de Hielo se cura automáticamente, siempre y cuando no incurra daños por una cantidad de tiempo.

## Personajes

### Personajes jugables
- Wolverine
- Rondador Nocturno
- Hombre de Hielo
- Magneto (sólo en DS)
- Coloso (sólo GBA)

### Villanos
- Dientes de Sable
- Dama Mortal
- Samurai de Plata
- Pyro
- Hombre Múltiple
- Jason Stryker
- Magneto
- Molde Maestro
- Centinela
- Soldados de Hydra:
- Juggernaut (sólo GBA)
- X-23 (sólo GBA)
- Mística (sólo GBA)
- Sapo (sólo GBA)

### Compañeros
- Tormenta
- Coloso

## Reparto
- Brad Abrell - Coloso
- Shawn Ashmore - Hombre de Hielo
- Gregg Berger - Bestia
- Steven Blum - Jason Stryker
- Alan Cumming - Rondador Nocturno
- Eric Dane - Hombre Múltiple
- Grey DeLisle - Jason Stryker joven
- Kim Mai Guest - Kitty Pryde
- Hugh Jackman - Lobezno
- Tyler Mane - Dientes de Sable
- Katherine Morgan - Jean Grey
- Vyvan Pham - Dama Mortal
- Dwight Schultz - Magneto
- Patrick Stewart - Profesor X
- James Arnold Taylor - Cíclope
- Debra Wilson - Tormenta
- Steve Van Wormer - Pyro
- Keone Young - Samurai de Plata

Otras voces de Brad Abrell, Dee Bradley Baker, Gregg Berger, Steven Blum, Grey DeLisle, Robin Atkin Downes, Dwight Schultz, Stephen Stanton, James Arnold Taylor, y Steve Van Wormer

## Recepción
En las consolas y PC, algunos de los problemas citados era la jugabilidad repetitiva, IA del enemigo pobre y el hecho de que la versión de Xbox 360 se veía similar a las otras versiones de consola a pesar de su mejor hardware.
En cuanto a las computadoras de mano, la versión de DS fue considerada repetitiva y difícil de controlar, y la versión de GBA, un juego de plataforma por el libro. También se observó como demasiado corto.